# Embryoid bodies
Embryoid bodies (EB, dt. etwa ”embryonale Körperchen”) sind Aggregate von Zellen, die in Zellkultur unter bestimmten Kulturbedingungen aus embryonalen Stammzellen (ES) entstehen. Das Phänomen der Bildung von Embryoid bodies ist seit Jahrzehnten aus der Forschung an Stammzellen der Maus bekannt.
Die Zellaggregierung zu Embryoid bodies findet statt, wenn Stammzellen ohne Kontakt zu einer Oberfläche kultiviert werden. Dabei nehmen die Aggregate eine tropfenähnliche oder runde Form an und rekapitulieren in einem begrenzten Maße die embryonale Entwicklung eines Organismus. Dies wird erreicht durch die Differenzierung einzelner Zellen in jeden Gewebetyp des Spender-Lebewesens mit Ausnahme des Trophoektoderms, aus dem auch die Plazenta entsteht.